# Facultad de Fisioterapia de Soria
La Facultad de Fisioterapia de Soria, que pertenece a la Universidad de Valladolid, es un centro docente situado en Soria donde se imparte los estudios de Grado de Fisioterapia de la rama de conocimiento de Ciencias de la Salud. Se encuentra dentro del Campus Duques de Soria.

## Historia

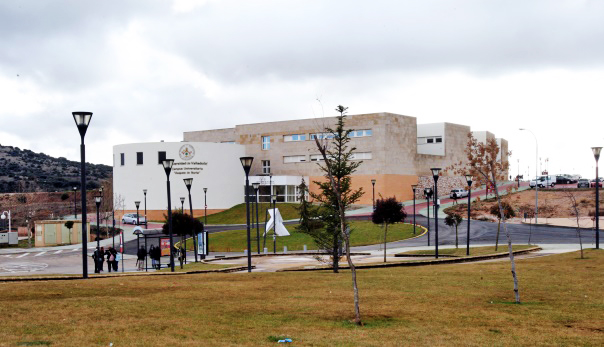
Campus Duques de Soria

La Escuela Universitaria de Fisioterapia se creó en 1990, lo cual constituyó la primera transformación de los estudios del Colegio Universitario de Soria tras la integración en la Universidad de Valladolid, quedando extinguidos de forma progresiva los estudios de Medicina creados en 1972. Su sede fue el Colegio Universitario de Soria, antiguo convento de San Francisco, hasta el curso académico 2005/2006. En el año 2016 pasó a ser Facultad.